# 박성호 (1986년)
박성호(朴成皓, 1986년 7월 4일 ~ )는 전 KBO 리그 한화 이글스의 투수이다.

## 아마추어 시절
부산고등학교 재학 시절 2005년 삼성 라이온즈의 2차 6라운드 지명을 받았으나, 고려대학교에 진학하였다. 이후 삼성 라이온즈는 지명권을 포기했다.

## 한화 이글스시절
2009년 신인 드래프트에서 한화 이글스의 2차 4라운드 지명을 받아 입단하였다. 2010 시즌 한국 프로 야구 선수들 중에서 세 번째로 장신이다.

## KIA 타이거즈시절
2010년 6월 8일에 안영명, 김다원과 함께 트레이드되었다.

## 상무 야구단시절
2011년 시즌 후에 입단하였다.

## KIA 타이거즈복귀
전역 후 KIA 타이거즈로 복귀하였으나, 별다른 활약을 보이지 못하다가 결국 2015년 5월 6일, 한화 이글스와의 4:3 트레이드를 통해 친정 팀인 한화 이글스로 복귀하였다.

## 한화 이글스복귀
2015년에 복귀하였다.

## 출신 학교
- 명서초등학교
- 대천중학교
- 부산고등학교
- 고려대학교

## 통산 기록
| 연도 | 팀명  | 평균자책점 | 경기 | 완투 | 완봉 | 승 | 패 | 세 | 홀 | 승률  | 타자 | 이닝  | 피안타 | 피홈런 | 볼넷 | 사구 | 탈삼진 | 실점 | 자책점 |
| ---- | ----- | ---------- | ---- | ---- | ---- | -- | -- | -- | -- | ----- | ---- | ----- | ------ | ------ | ---- | ---- | ------ | ---- | ------ |
| 2009 | 한화  | 8.42       | 17   | 0    | 0    | 0  | 0  | 0  | 0  | -     | 149  | 31    | 38     | 5      | 22   | 2    | 22     | 29   | 29     |
| 2010 | KIA   | 3.81       | 23   | 0    | 0    | 0  | 0  | 0  | 0  | -     | 122  | 28.1  | 28     | 4      | 8    | 1    | 38     | 15   | 12     |
| 2011 | KIA   | 6.46       | 23   | 0    | 0    | 0  | 2  | 0  | 0  | 0.000 | 112  | 23.2  | 28     | 1      | 17   | 1    | 20     | 17   | 17     |
| 2014 | KIA   | 10.38      | 8    | 0    | 0    | 0  | 0  | 0  | 0  | -     | 73   | 13    | 27     | 3      | 7    | 1    | 11     | 15   | 15     |
| 2015 | 한화  | 4.79       | 16   | 0    | 0    | 0  | 0  | 0  | 1  | -     | 96   | 20.2  | 24     | 2      | 11   | 1    | 12     | 14   | 11     |
| 통산 | 5시즌 | 6.48       | 87   | 0    | 0    | 0  | 2  | 0  | 1  | 0.000 | 552  | 116.2 | 145    | 15     | 65   | 6    | 103    | 90   | 84     |